# Брю-Орьяк
Брю-Орья́к (фр. Brue-Auriac, окс. Brua Auriac) — коммуна на юго-востоке Франции в регионе Прованс — Альпы — Лазурный берег, департамент Вар, округ Бриньоль, кантон Сен-Максимен-ла-Сент-Бом.
Площадь коммуны — 36,73 км², население — 1 139 человек (2006) с тенденцией к росту: 1 222 человека (2012), плотность населения — 33,0 чел/км².

## Население
Население коммуны в 2011 году составляло 1208 человек, а в 2012 году — 1222 человека.
| 1962 | 1968 | 1975 | 1982 | 1990 | 1999 | 2005 | 2006 | 2010 | 2011 | 2012 |
| ---- | ---- | ---- | ---- | ---- | ---- | ---- | ---- | ---- | ---- | ---- |
| 396  | 425  | 380  | 429  | 630  | 888  | 1121 | 1139 | 1210 | 1208 | 1222 |

Динамика населения:

## Экономика
В 2010 году из 816 человек трудоспособного возраста (от 15 до 64 лет) 582 были активными, 234 — неактивными (показатель активности 71,3 %, в 1999 году — 64,3 %). Из 582 активных трудоспособных жителей работали 499 человек (272 мужчины и 227 женщин), 83 числились безработными (38 мужчин и 45 женщин). Среди 234 трудоспособных неактивных граждан 68 были учениками либо студентами, 80 — пенсионерами, а ещё 86 — были неактивны в силу других причин.
На протяжении 2010 года в коммуне числилось 491 облагаемое налогом домохозяйство, в котором проживало 1233,5 человек. При этом медиана доходов составила 18 380 евро на одного налогоплательщика.